# Naulasaari (ö i Päijänne-Tavastland, Lahtis, lat 61,29, long 26,20)
Naulasaari är en ö i Finland. Den ligger i sjön Ala-Rieveli och i kommunen Heinola i den ekonomiska regionen  Lahtis ekonomiska region  och landskapet Päijänne-Tavastland, i den södra delen av landet, 140 km nordost om huvudstaden Helsingfors. Öns area är 1,9 hektar och dess största längd är 290 meter i nord-sydlig riktning.